# トームペア城

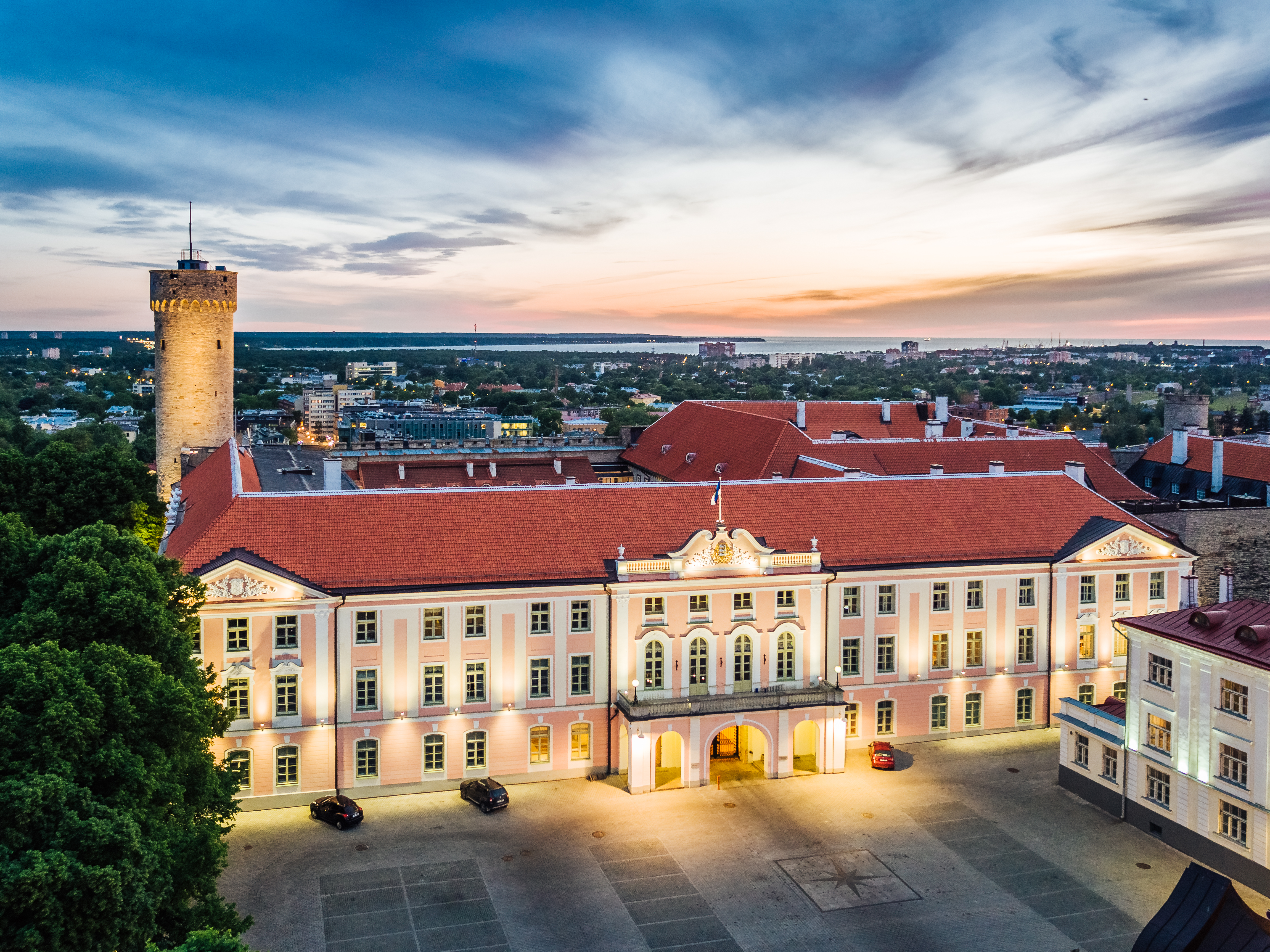
トームペア城

トームペア城（Toompea loss）は、エストニアのタリン歴史地区西部トームペアの丘の上にある城。現在はエストニア議会（リーギコグ）の議事堂として使われている。

## 歴史
11世紀までにエストニア人は木造の城を建設した。1227年にリヴォニア帯剣騎士団、続いてドイツ騎士団が占領して本格的な要塞建設を行った。1561年にスウェーデン領となりエストニア全域を管轄する拠点に選ばれたことはタリンが首都として発展する契機となった。1710年、大北方戦争の過程でロシア帝国の支配下に入り、総督の住居となるバロック建築の宮殿が東側に増築された。1918年にエストニアがロシアから独立して後は議事堂として使用されている。議場部分は修道院を取り壊して1922年に建設されたもので、外観は古典主義建築だが、内装は表現主義 (建築)である。ソ連8月クーデターが失敗に終わるや同月22日にはトームペア城のレーニン像が台座から撤去されている。
南側の高さ約50メートルの塔は、のっぽのヘルマンと呼ばれ、毎朝国旗が掲揚される。

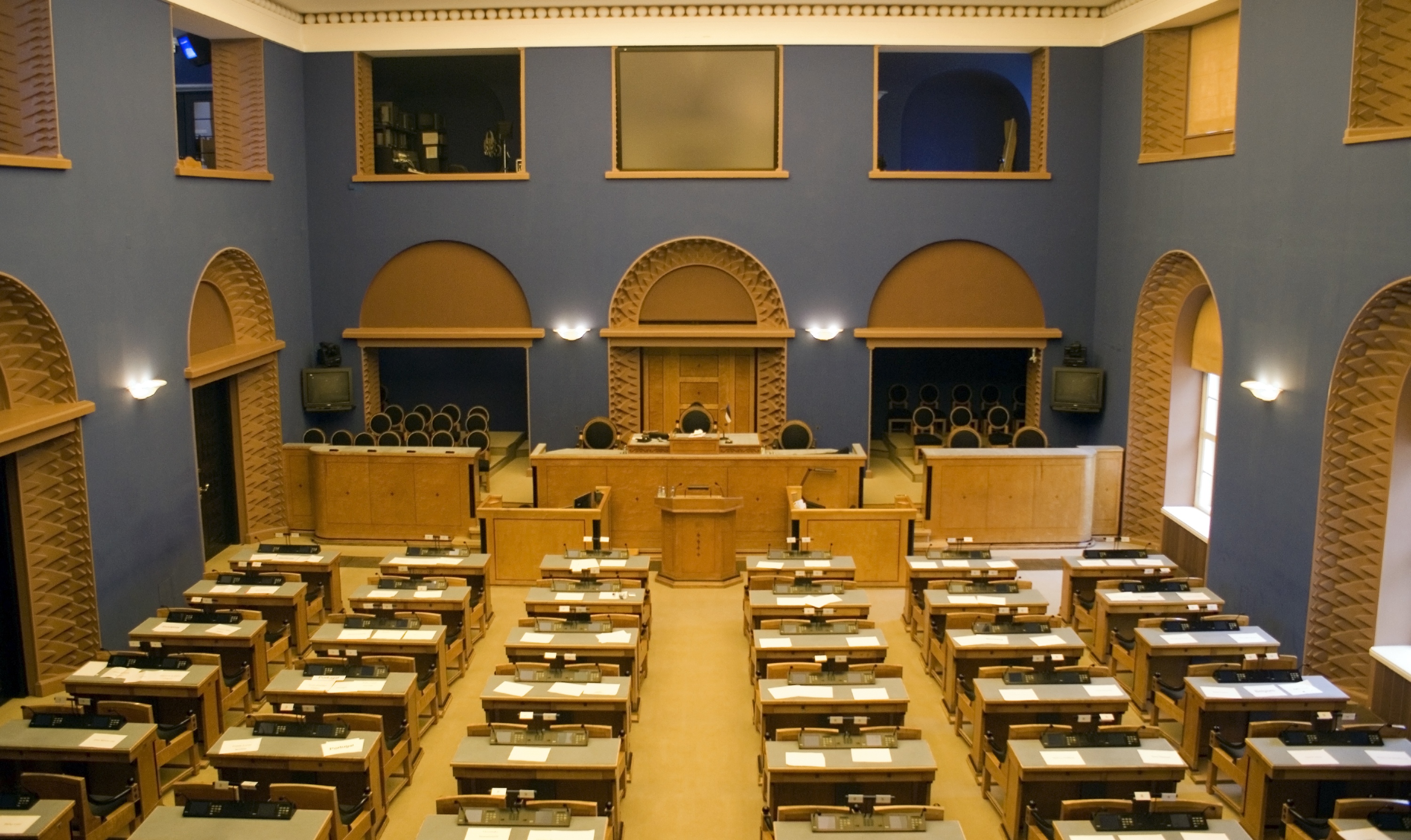
議場
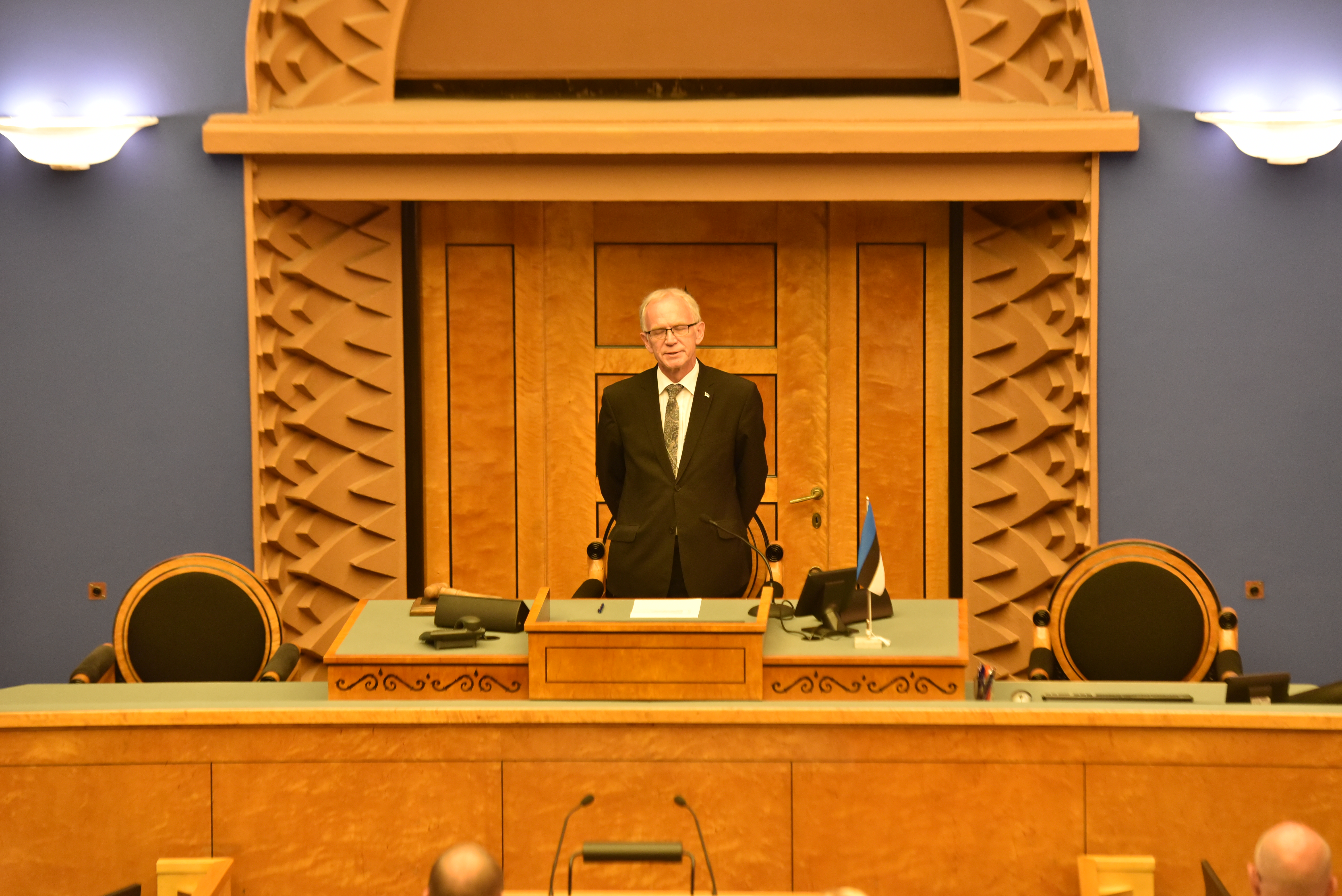
議長席
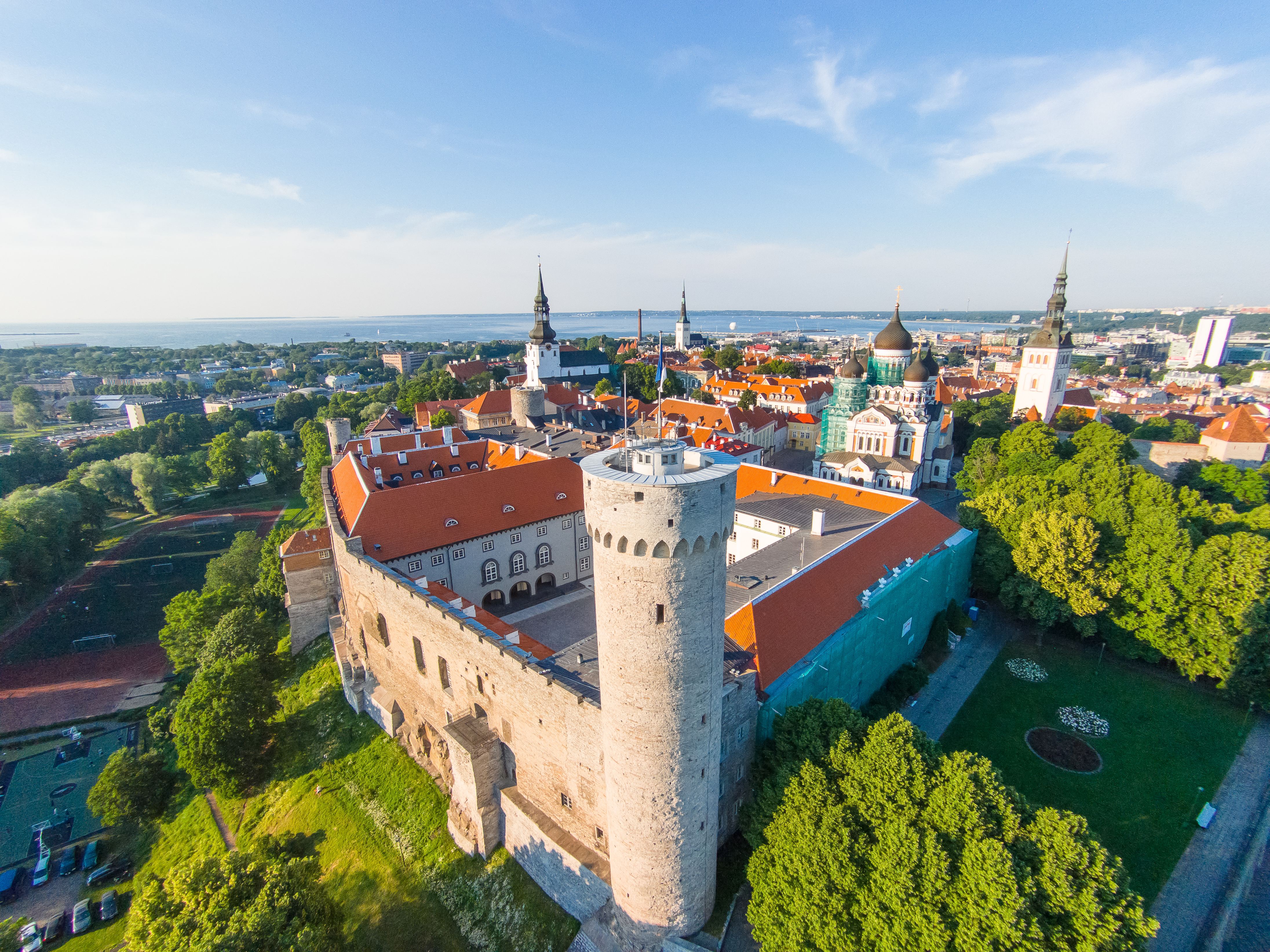
ヘルマン塔